# Tudor Ratiu
Tudor Stefan Rațiu, né le 18 mars 1950 à Timișoara, est un mathématicien américain et roumain qui travaille en géométrie analytique et théorie des systèmes dynamiques.

## Jeunesse
Son père Mircea Rațiu, ingénieur, était le frère cadet de Ion Rațiu (en), politicien roumain bien connu, et sa mère, Rodica Bucur, était professeur de piano au Conservatoire de musique de Timișoara,.  Ratiu fait ses études de premier cycle universitaire à l'Université Politehnica Timișoara, où il obtient son  B.Sc. en 1973 et son M.S. en 1974.  
Il part ensuite aux États-Unis, et il obtient un  Ph.D. à l'Université de Californie à Berkeley en 1980 ; sa thèse, préparée sous la supervision de Jerrold E. Marsden, a pour titre Euler-Poisson Equations on Lie Algebras.

## Carrière
En 1980–83 Tudor Ratiu est  T. H. Hildebrandt Research Assistant Professor à l'Université du Michigan, puis il devient professeur associé en mathématiques à l'Université de l'Arizona. En 1987 il passe à l'Université de Californie à Santa Cruz, où il devient professeur de mathématiques en 1988. En 1998 rejoint l'École polytechnique fédérale de Lausanne, où il est professeur jusqu'à son éméritat en 2015.  En 2014–15, il est professeur de mathématiques au  Skolkovo Institute of Science and Technology (en), une université privée à Moscou. Depuis 2016 il est professeur à l'Université Jiao-tong de Shanghai en Chine.

## Thèmes de recherche
Tudor Ratiu travaille sur  des aspects géométriques de la mécanique (des systèmes de particules et de la mécanique des continuums) et de la géométrie symplectique connexe, des groupes de Lie de dimension infinie, de la théorie des bifurcations et de l'analyse globale. Les sujets sont également au centre des préoccupations du groupe de Berkeley autour de Marsden et Alan Weinstein, avec qui il a collaboré. 

## Bourses et prix
- 2016 : prix Tullio Levi-Civita des sciences mathématiques et mécaniques, décerné par l'université de L'Aquila, en Italie[6]
- 2015 : Prix d'excellence en sciences de l'American-Romanian Academy of Arts and Sciences
- 2012 : AMS Fellowl'American Mathematical Society en 2012[7]
- 2011 : Bénéficiaire du Megagrant (Russie) pour trois ans
- 2009 : Prix de l'Académie roumaine d'excellence en recherche et collaboration avec la Roumanie
- 2003 : Médaille de commandeur de l'Ordre de l'Étoile de Roumanie
- 2000 : Prix Ferran Sunyer i Balaguer de l'Institut d’Estudis Catalans, Barcelone
- 1997 : Prix  de recherche Humboldt
- 1994-95 : Boursier Fulbright et IHÉS, Bures-sur-Yvette, France
- 1984-87 : Boursier Sloan[3]
- 1983-86 : Bourse post-doctorale

## Publications
Livres
- Ralph Abraham, Jerrold E. Marsden et Tudor Ratiu, Manifolds, Tensor Analysis, and Applications, New York, Springer Science+Business Media, coll. « Applied Mathematical Sciences » (no 75), 1988, 2e éd., 622 p. (ISBN 978-0-387-96790-5, DOI 10.1007/978-1-4612-1029-0, MR 0960687, présentation en ligne)
- Jerrold E. Marsden et Tudor Ratiu, Introduction to mechanics and symmetry. A basic exposition of classical mechanical systems, New York, Springer-Verlag, coll. « Texts in Applied Mathematics » (no 17), 1999, 2e éd. (ISBN 0-387-98643-X, DOI 10.1007/978-0-387-21792-5, MR 1723696)
- (en) Juan-Pablo Ortega et Tudor Ratiu, Momentum maps and Hamiltonian reduction, Boston, MA, Birkhäuser, coll. « Progress in Mathematics » (no 222), 2004, xxxiv+497 (ISBN 0-8176-4307-9, DOI 10.1007/978-1-4757-3811-7, MR 2021152, lire en ligne)

Articles (sélection)
- (en + nl) Darryl D. Holm, Jerrold E. Marsden, Tudor Ratiu et Alan Weinstein, « Nonlinear stability of fluid and plasma equilibria », Physics Reports, Elsevier, vol. 123, nos 1-2,‎ juillet 1985, p. 1-116 (ISSN 0370-1573 et 1873-6270, OCLC 252468919, DOI 10.1016/0370-1573(85)90028-6).
- (en) Darryl D Holm, Jerrold E Marsden et Tudor S Ratiu, « The Euler–Poincaré Equations and Semidirect Products with Applications to Continuum Theories », Advances in Mathematics, Elsevier, vol. 137, no 1,‎ juillet 1998, p. 1-81 (ISSN 0001-8708 et 1090-2082, OCLC 1588740, DOI 10.1006/AIMA.1998.1721).
- (en) Gregory A. Chechkin, Tatiana P. Chechkina, Tudor S. Ratiu et Maksim S. Romanov, « Nematodynamics and random homogenization », Applicable Analysis, Taylor & Francis, vol. 95, no 10,‎ 27 avril 2015, p. 2243-2253 (ISSN 0003-6811, 1026-7360 et 1563-504X, DOI 10.1080/00036811.2015.1036241).